# Erebia nigrescens
Erebia nigrescens är en fjärilsart som beskrevs av Vorbrodt 1928. Erebia nigrescens ingår i släktet Erebia och familjen praktfjärilar. Inga underarter finns listade i Catalogue of Life.